# Waggonfabrik Talbot

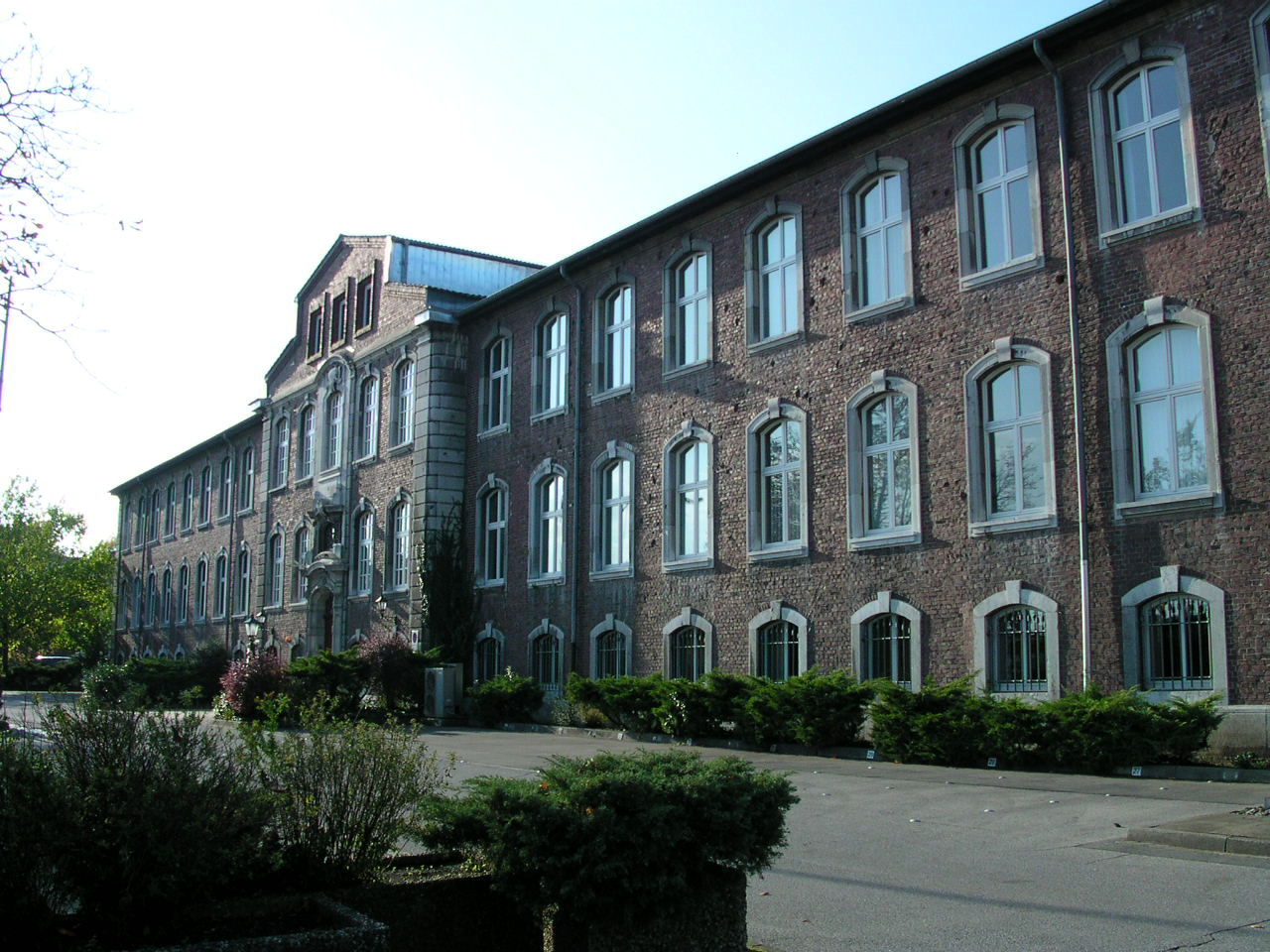
Hauptgebäude an der Jülicher Straße

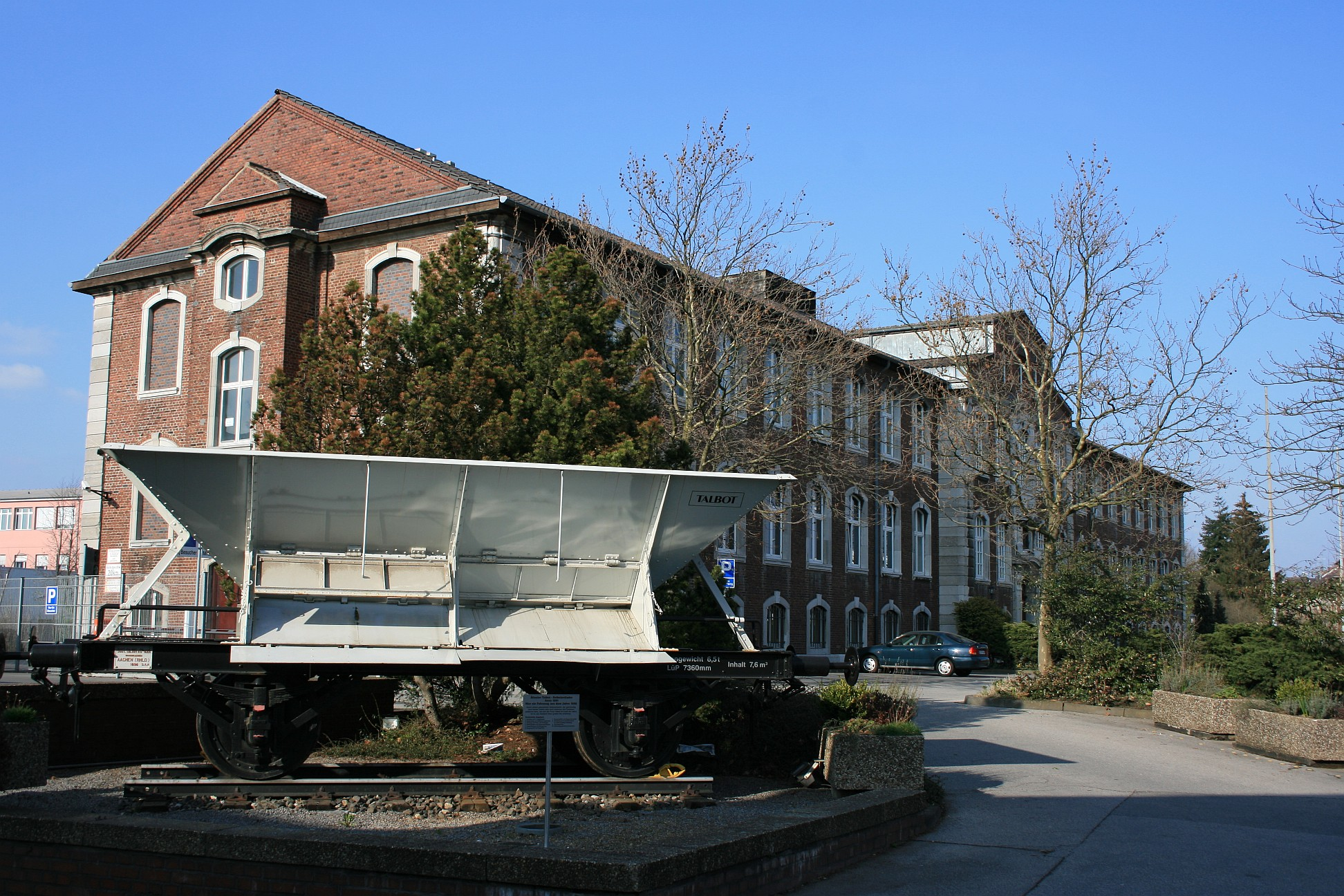
Hauptgebäude mit Selbstentlader

Die Waggonfabrik Talbot in Aachen ist der älteste deutsche Hersteller von Schienenfahrzeugen und gehörte von 1995 bis Juni 2013 zu Bombardier Transportation. Am 1. Juli 2013 wurde das Werk von der Talbot Services übernommen. Insgesamt hat das Werk über 100.000 Wagen und Drehgestelle und über 1000 Triebzüge gefertigt.

## Geschichte

### Gründung und Expansion
Gegründet wurde das Unternehmen 1838 durch Johann Hugo Jacob Talbot (* 4. Dezember 1794; † 11. Februar 1850) und den Brüsseler Kutschenfabrikanten Pierre Pauwels, um einen Großauftrag über 200 Personen- und Güterwagen auszuführen. Später wurden Wagen für die Bahnen in Deutschland und in den Benelux-Ländern produziert. So wurde 1844 in Heidelberg nördlich des Hauptbahnhofs eine Filiale eröffnet, die 1849 wieder geschlossen wurde. 1845 wurde die Produktion in die Nähe des Nordbahnhofes verlegt. Nach dem Tod von Johann Hugo Jacob Talbot wurde die Fabrik zunächst stillgelegt, aber bereits fünf Jahre später, 1855, durch dessen Söhne Carl Gustav (1829–1899), Julius Josef (1818–1896) und Eduard Talbot (1817–1896) zusammen mit dem Eisenbahningenieur Peter Herbrand als G. Talbot und Herbrand neu gegründet. Nach dem Ausscheiden von Herbrand, der 1866 in Köln-Ehrenfeld die Waggonfabrik P. Herbrand & Cie gründete, erhielt das Unternehmen schließlich den bis 1995 gültigen Namen Waggonfabrik Talbot. 1860 wurde das Gelände an der Jülicher Straße im Industriegebiet Aachen-Nord bezogen, auf dem bis 2013 der Sitz der Produktion bestand. Seit 1894 wurde der Talbot-Selbstentlader gebaut, der von Georg Talbot, Sohn von Carl Gustav Talbot und Unternehmensleiter in dritter Generation, entwickelt und 1891 zum Patent angemeldet worden war. Um 1900 hatte Talbot rund 400 Mitarbeiter.
1913 kaufte Talbot die konkurrierende Waggonfabrik J. P. Goossens im Eschweiler Stadtteil Aue, welche bis 1908 der Phoenix AG für Bergbau und Hüttenbetrieb gehörte. Dies bedeutete, insbesondere durch die Verdoppelung der Verbandsquote im Staatsbahngeschäft, eine außerordentliche Vergrößerung und brachte erhebliche Vorteile im Hinblick auf eine rationellere Fertigung. Im Zuge der weiteren Rationalisierung wurde dieses Zweigwerk 1923 stillgelegt und dessen Produktion in das entsprechend vergrößerte Aachener Werk verlegt, 1929 waren dort 1700 Mitarbeiter beschäftigt. Seit 1934 wurden als Antwort auf die Wirtschaftskrise auch Diesel-Triebwagen hergestellt. Auch Straßenbahnfahrzeuge gehörten zur Produktpalette, doch ging deren Produktion nach dem Bau der letzten für die Straßenbahn Aachen produzierten Triebwagen der Serie ASEAG 1001–1011 an die Konzerntochter DUEWAG über. Laut dem American Jewish Committee beschäftigte das Unternehmen während des Nationalsozialismus Zwangsarbeiter.
Georg Talbot leitete das Unternehmen bis zu seinem Tod im Jahr 1948 (Zwischen 1937 und 1942 war der Jurist und spätere Stiftungsfunktionär Konrad Adenauer (Sohn von Konrad Adenauer) kaufmännischer Leiter der Waggonfabrik). Anschließend übernahm zunächst Talbots Sohn Richard Talbot die Geschäftsleitung und übergab diese im Jahr 1975 schließlich seinem Neffen Kurt Capellmann. Über einen längeren Zeitraum besaß Talbot auch Anteile am Düsseldorf-Krefelder Waggonhersteller DUEWAG. Diese Beteiligung wurde 1989 an Siemens verkauft.

### Übernahme durch Bombardier Transportation
Der kanadische Mischkonzern Bombardier kaufte Talbot 1995 auf. Das Werk hatte damals 1250 Mitarbeiter. Zu den damaligen Produkten zählten der 1994 entwickelte Talent (Talbot leichter Nahverkehrstriebwagen) und die Endmontage der Stadtbahnfahrzeuge Bombardier Flexity Swift.

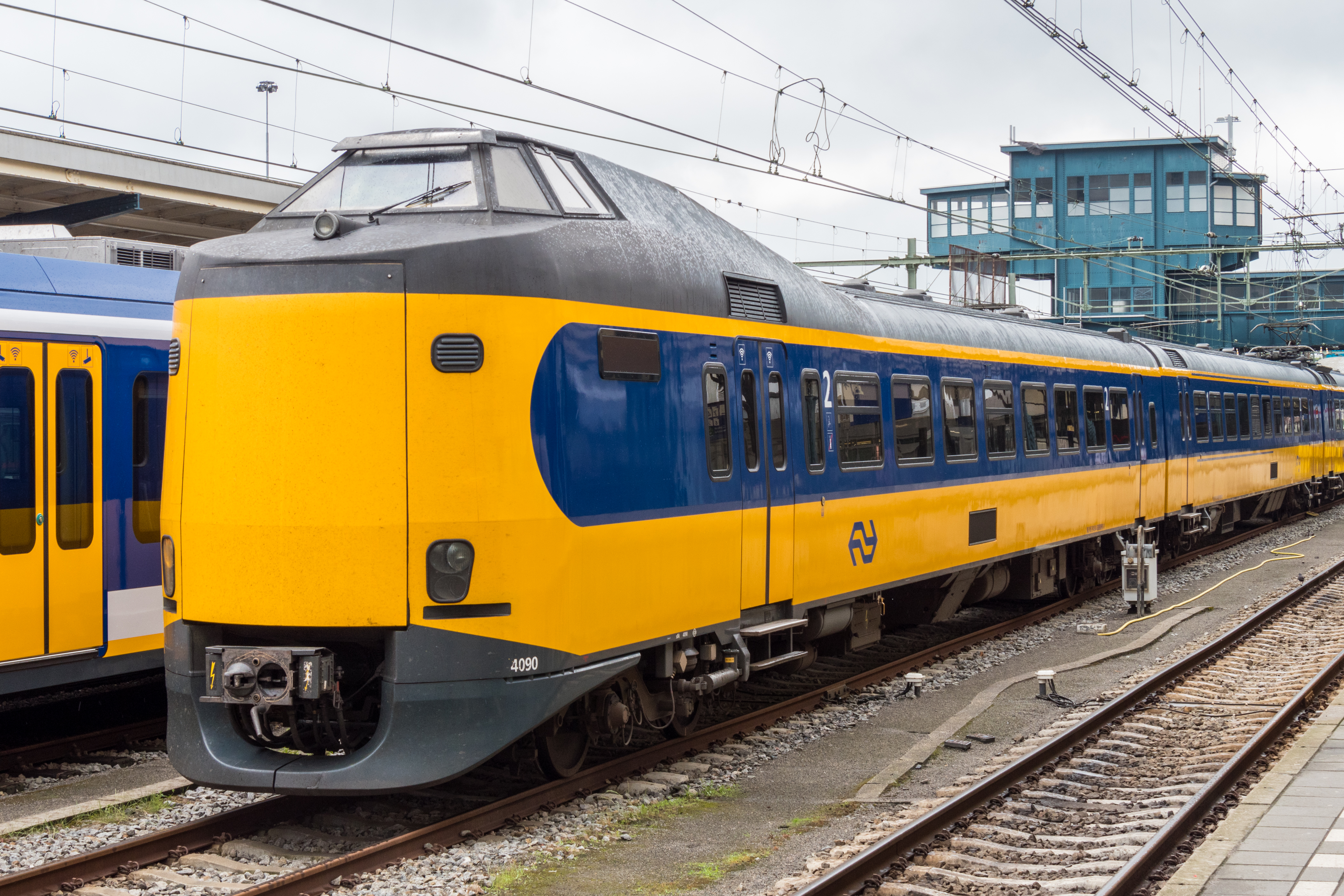
ICM "Koploper"

Seit Schließung des niederländischen Herstellers Werkspoor 1968 galt der niederländische Markt als bedeutender Abnehmer. Talbot lieferte letzten Bauserien von Plan V, den SGM Sprinter, den ICM Koploper, die Doppelstockwagen DDM den SM90 Railhopper, DM90 Buffel und die Doppelstock-Triebzüge DD-IRM und VIRM. Nach Übernahme durch Bombardier wurden aber viele Fahrzeuge im Verbund produziert, ab 2001 konzentrierte man sich auf die Endmontage, die Rohbauten für Triebwagen wurden aus Görlitz zugeliefert. So wurde im Juli 2008 der erste von 51 Zügen des Modells VIRM-4 an die Nederlandse Spoorwegen übergeben. Der VIRM-4 ist ein Fahrzeug mit einem relativ großen Holzanteil an der Innenausstattung und gilt als Nachfolger der Modelle VIRM-3, VIRM-2, VIRM und IRM.

### Loslösung von Bombardier und Gründung von Talbot Services
Im Oktober 2012 wurde die Schließung des Werkes für Juni 2013 durch Bombardier angekündigt. Rund 600 Mitarbeiter waren betroffen. Die Beschäftigten, die sich gegen die Schließung wehrten, erkoren eine legendäre Aachener Figur, den wehrhaften Schmied, zu ihrer Identifikationsfigur. Die neue Talbot Services GmbH übernahm den Standort in einem Management Buy-out gemeinsam mit Investoren und ermöglichte die Weiterbeschäftigung für ca. 240 Mitarbeiter. Zeitweise stellte das Unternehmen neben Schienenfahrzeugen auch das Elektrofahrzeug Work für die StreetScooter GmbH her. 2020 erhielt Talbot Services einen Auftrag zu Umbau und Wartung von Waggons für Flixtrain-Züge. Im August 2022 übernahm die neu gegründete Talbot Holding GmbH 100 % der Geschäftsanteile der Talbot Services GmbH.  Die Talbot Services beschäftigt (Stand Juni 2023) 465 Mitarbeiter.
2025 wurde bekannt, dass die Waggonfabrik Talbot gemeinsam mit der AIXrail GmbH auf ca. 50.000 m² im Gewerbegebiet Camp Astrid in Stolberg-Atsch zwei neue Hallen mit 220 Metern Länge baut – die größte in der langen Firmengeschichte. Hier sollen künftig unter anderem moderne S-Bahnen und ICE-Züge gewartet und modernisiert werden. Die Firma Aixrail, die nebenan eine eigene Halle baut, will dort Dieselloks überholen und modernisieren. Dazu ist wieder ein Anschluss an das vorhandene Schienennetz erforderlich.

## Bilder

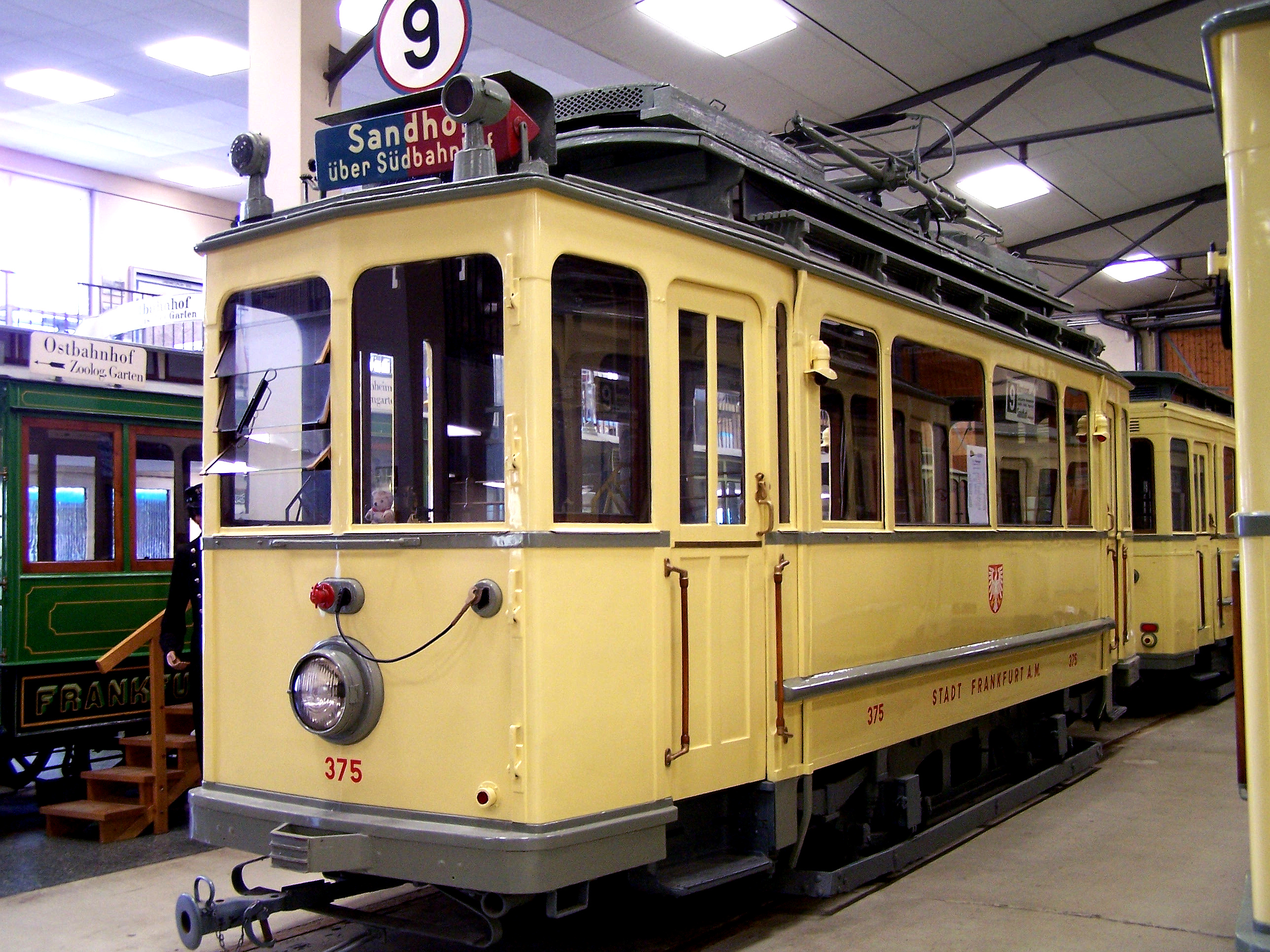
C-Triebwagen 375 in dem Verkehrsmuseum in Frankfurt-Schwanheim
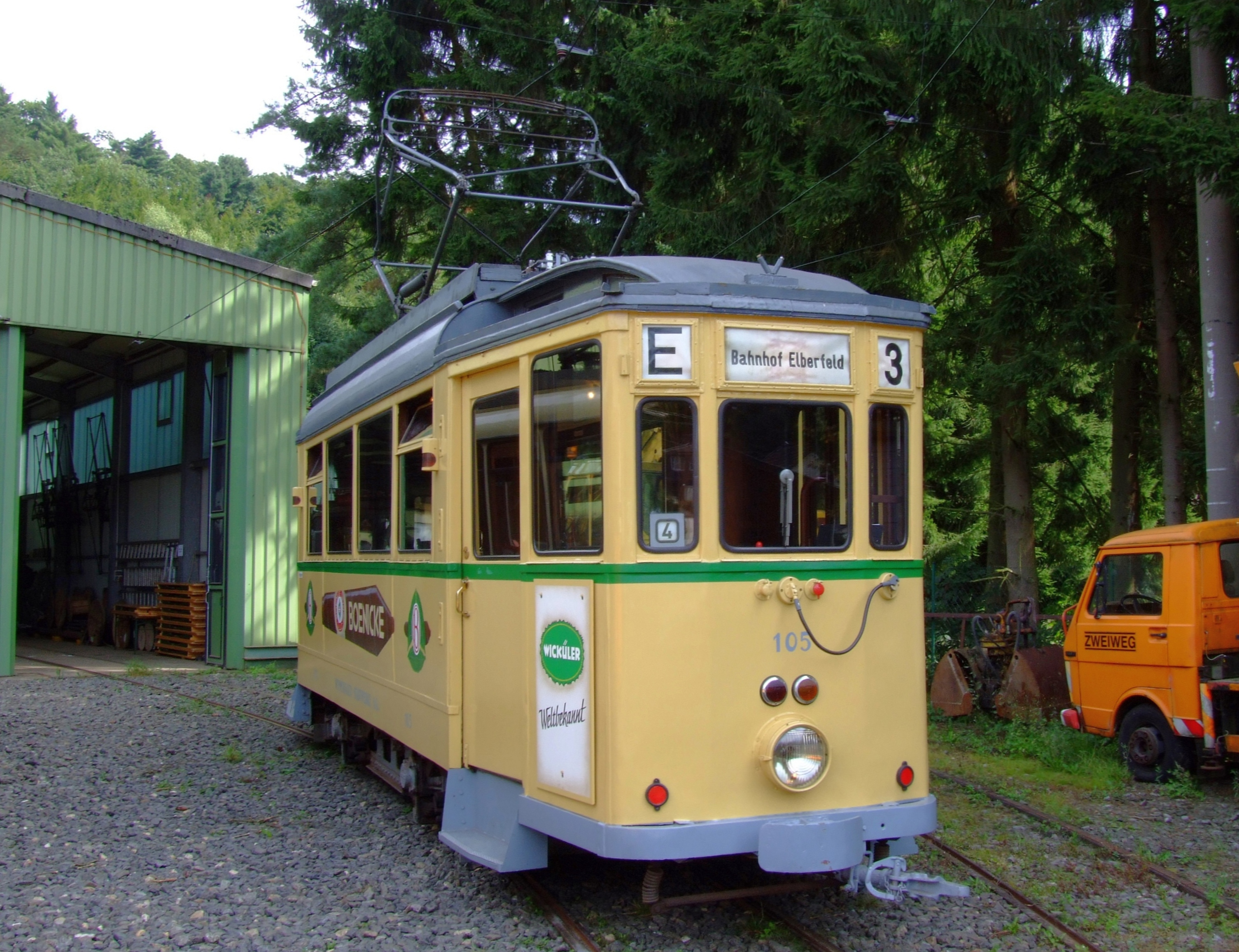
Triebwagen 105 der Wuppertaler Stadtwerke im Bergischen Straßenbahnmuseum
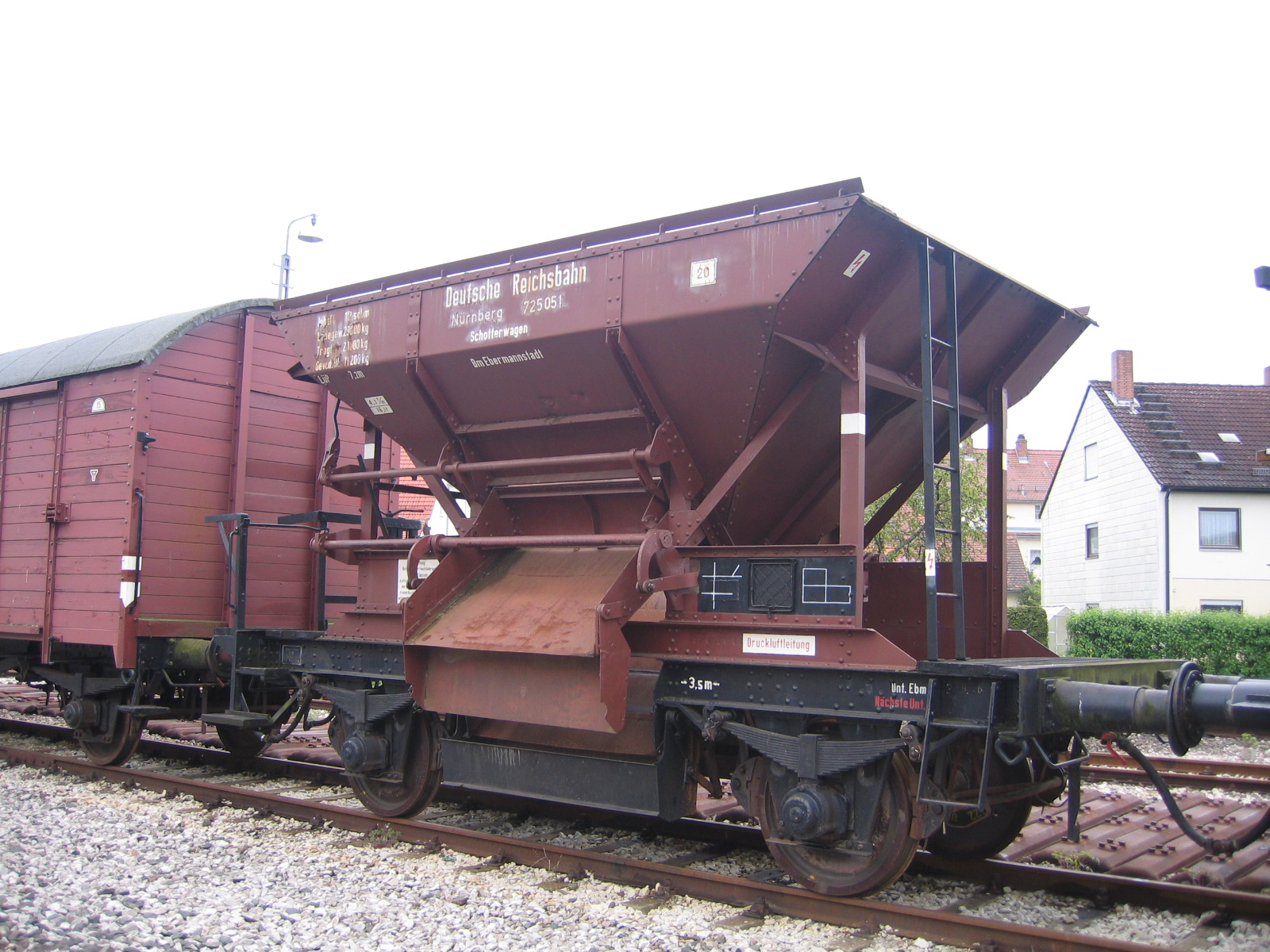
Talbot-Schotterwagen nach Skizze 371, gebaut ab 1938
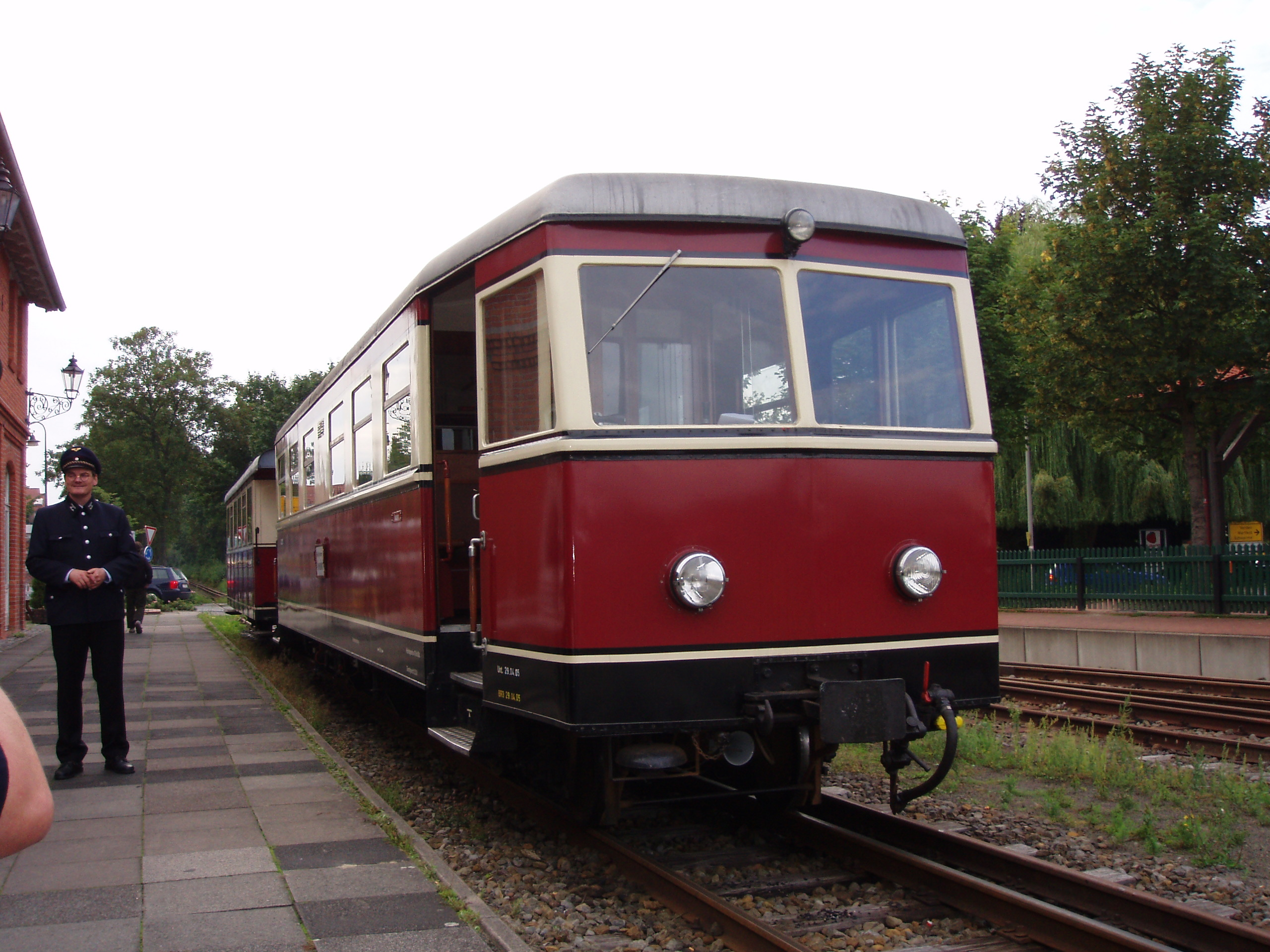
Ein Talbot-Triebwagen aus dem Jahr 1950
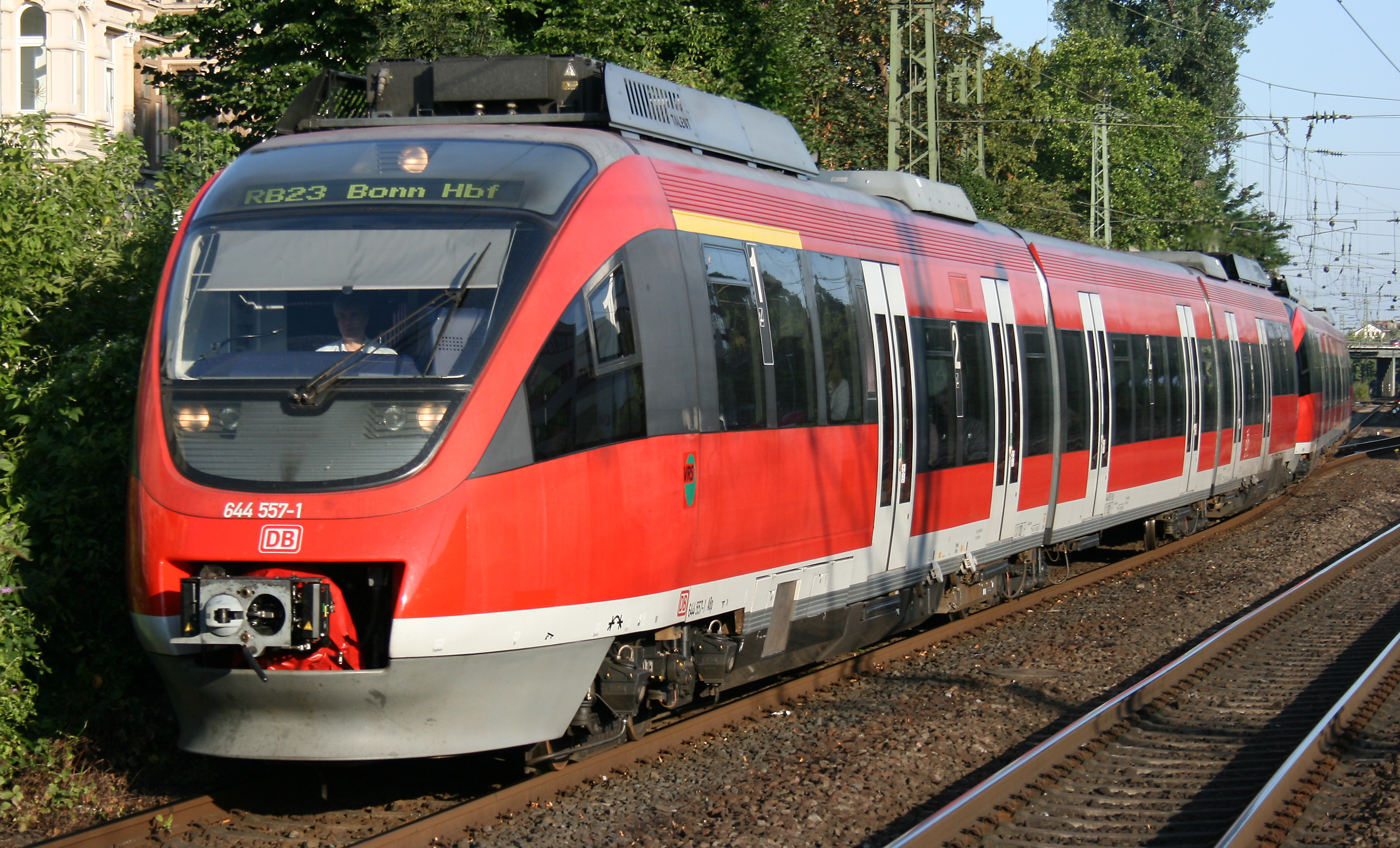
Bombardier Talent
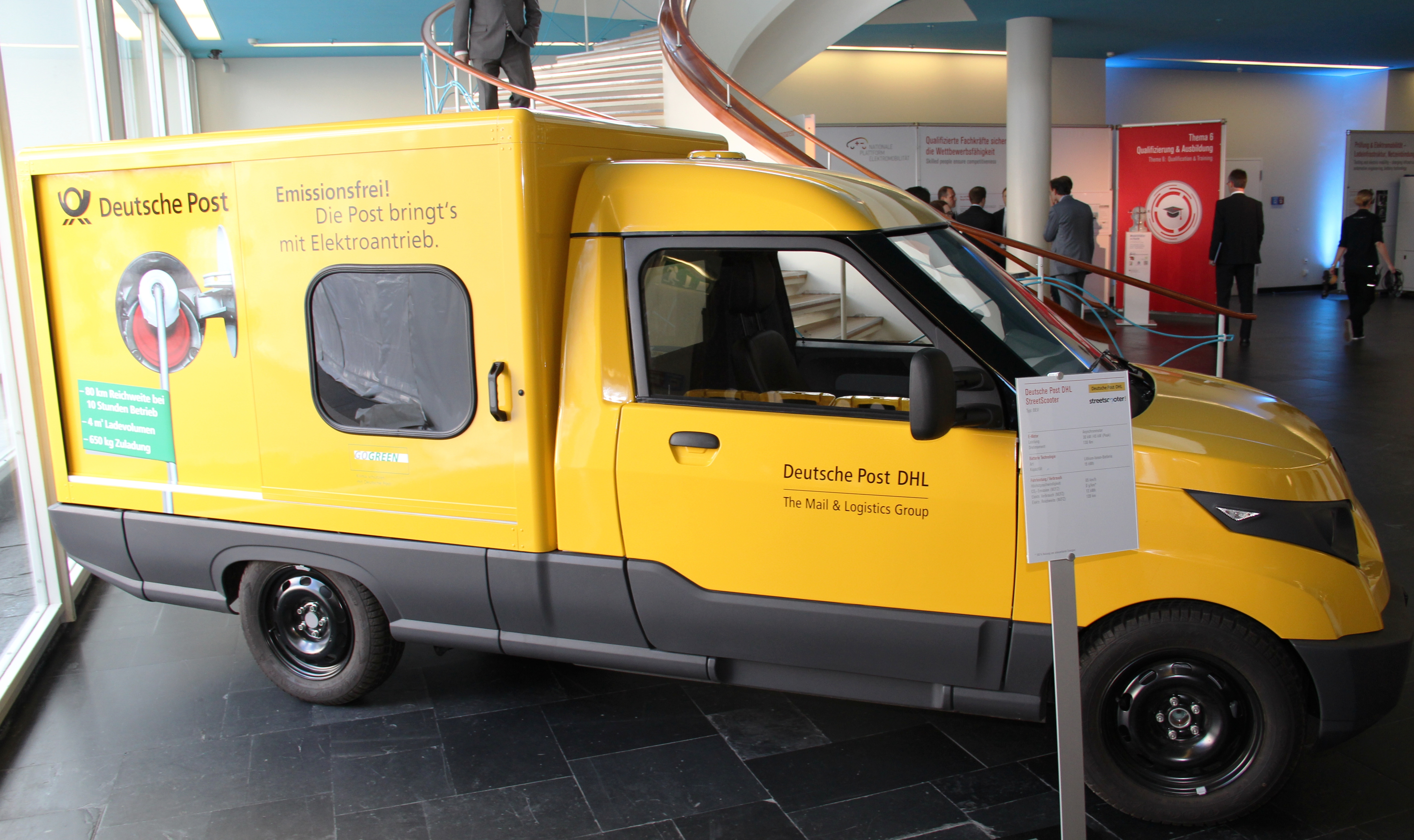
Streetscooter für die Deutsche Post AG
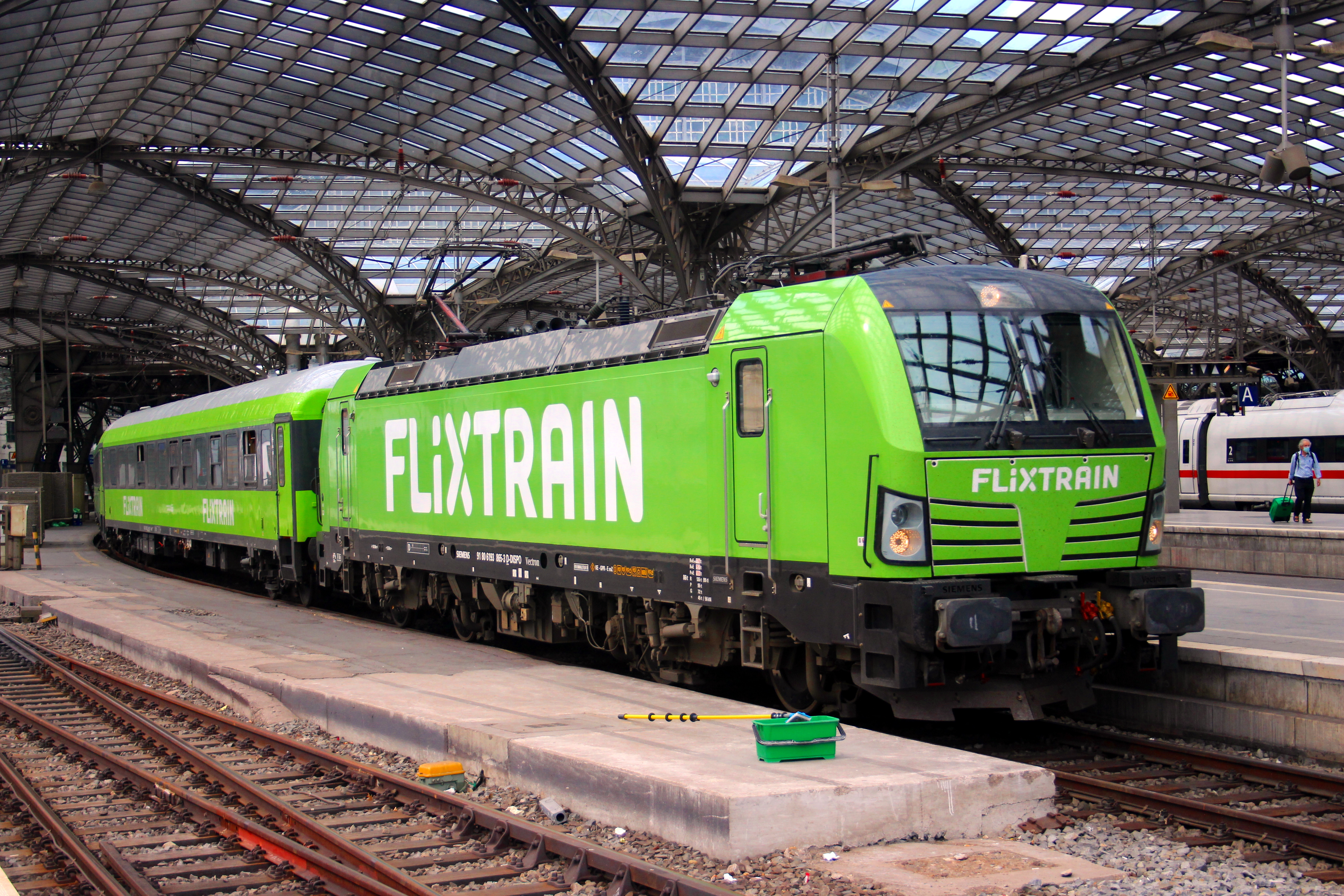
Modernisierter Flixtrain in Köln Hbf (August 2020)